# Edgardo Rebosio
Edgardo Rebosio (Milano, 28 giugno 1914 – ...) è stato un calciatore italiano, di ruolo difensore.

## Carriera
Prelevato dalle giovanili del "Virgilio Fossati" di Milano, giocò diverse stagioni in Serie A con la maglia dell'Ambrosiana-Inter fino al 1935. Giocò poi con Vigevanesi, Bassano, Caravaggio e Monza.
È il più giovane esordiente nerazzurro in Serie A, avendo compiuto il proprio debutto il 4 giugno 1931 a 16 anni, 11 mesi e 7 giorni.